# Suchomlinow (1918)
Suchomlinow ist ein deutscher Spielfilm von 1918.

## Handlung
Der Film erzählt die Geschichte um den Ausbruch des Ersten Weltkriegs anhand des Generals Wladimir Alexandrowitsch Suchomlinow.

## Hintergrund
Der Film hat eine Länge von vier Akten auf 1460 Metern, ca. 80 Minuten. Die Polizei Berlin erließ ein Jugendverbot (Nr. 41338), das Militär München prüfte ihn ebenfalls (Nr. 3969).